# باب کوول (شناگر)
باب کوول (به انگلیسی: Bob Cowell) (زادهٔ ۱۲ ژوئن ۱۹۲۴) شناگر اهل ایالات متحده آمریکا است.